# Jaime Bayly
Jaime Bayly Letts (Lima, 19 de febrer del 1965) és un escriptor i periodista peruà.
Bayly és el tercer d'una família de deu germans. Començà estudiant dret a la Pontificia Universidad Católica del Perú, però va decidir canviar a la carrera de periodisme.
Quan encara era jove i a causa de profundes discrepàncies amb son pare, va marxar a casa dels seus avis i va entrar al diari La Prensa per influència de sa mare, amb només quinze anys. Hi va establir vincles amb joves promeses peruanes, en un moment en què Perú passava de la dictadura a la democràcia. Establix un vincle especial amb el periodista peruà Federico Salazar, amb el qual manté fins ara una estreta amistat i pel qual demostra una profunda admiració.
Als 18 anys va començar a entrevistar personatges polítics en el programa Pulso, del Canal 5, i després va passar a entrevistar personalitats cèlebres, per suggeriment de Genaro Delgado Parker.
El 1990, ja amb Alan García fora del poder, torna a Perú per donar suport decididament al candidat liberal Mario Vargas Llosa, qui perdria de manera estrepitosa en les eleccions presidencials amb el FREDMO.
Aquesta proximitat al notable escriptor peruà li permet d'estrènyer vincles amb la família Vargas Llosa i iniciar una intensa amistat amb el seu fill Álvaro.
La publicació de la seua primera novel·la, No se lo digas a nadie, el 1994, va estar acompanyada d'un gran escàndol al Perú perquè tractava obertament no només la seua orientació bisexual i afició a les drogues, sinó també perquè destapava diversos personatges de l'ambient artístic i polític peruà com a gais a l'armari o cocaïnòmans. La família de Bayly va intentar impedir la publicació del llibre oferint-li una suma de diners que ell va rebutjar finalment, preferint -com passaria moltes voltes en el futur- l'escàndol.
El desembre del 2006 mor son pare, Jaime Bayly Llona, exbanquer i home de negocis. La seua exesposa Sandra, les seues filles Camila i Paola i sa mare el van acompanyar en el funeral.
Ha sigut presentador en diversos programes de televisió des del1993, conegut com "el xiquet terrible de la televisió" perquè s'hi va iniciar als 18 anys i perquè molts polítics s'ho pensaven bé abans d'anar al seu programa a causa de les seues preguntes hàbils i opinions directes.
Els seus programes al·ludeixen generalment a la ironia. Intenten tractar tota mena de temes i entrevistats. El 1994, després de l'escàndol desencadenat per la publicació de la seua primera novel·la, va emigrar als Estats Units, on va treballar per al Canal Sur i posteriorment per a la CBS en espanyol.
En les eleccions del 2001 va suggerir en una campanya muntada amb Álvaro Vargas Llosa el vot en blanc perquè no estava d'acord amb cap dels dos candidats de la segona volta: Alejandro Toledo i Alan García. El 2006 va ser un dels periodistes de dreta, juntament amb Cecilia Valenzuela, que va mostrar obertament la seua postura en contra de la postulació a la presidència d'Ollanta Humala a les eleccions presidencials del Perú, suggerint usar el mètode del mal menor i votar per Alan García.
En l'actualitat condueix programes d'entrevistes a Lima, Miami i Buenos Aires i és, a més, columnista de diversos mitjans de premsa.
El maig del 2007 va rebre a Miami el Visibility Award de l'associació contra la difamació de gais i lesbianes, GLAAD, com a reconeixement a l'obertura amb què assumix, com a personatge públic, la seua bisexualitat.

## Carrera literària
Va iniciar la seua carrera en un gelat hivern madrileny, quan tenia 25 anys, el 1994, orientat per l'escriptor Mario Vargas Llosa. Aquest el va introduir a l'editorial espanyola Seix barral, amb la qual va publicar Bayly les seues primeres tres novel·les. El 1997 en va publicar la quarta, La noche es virgen, aquesta vegada amb l'editorial Anagrama. Amb aquesta novel·la va guanyar el Premi Herralde de Novela, atorgat per l'editorial esmentada. Les seues tres obres següents les publicaria també en Anagrama. Finalment, el 2002, va publicar la seua vuitena novel·la amb l'Editorial Planeta, casa editora amb la qual publicaria també les seues dues novel·les posteriors i amb la qual manté vincles en l'actualitat. La seua desena novel·la, Y de repente, un ángel, va quedar finalista en el Premi Planeta 2005, perdent el primer lloc davant Passiones romanas, de Maria de la Pau Janer.
Moltes novel·les de Bayly giren al voltant dels temes de l'homosexualitat i la drogoaddicció. Uns altres elements recurrents en les seues obres són els escenaris de la ciutat de Lima, l'alta societat i els conflictes en les relacions interpersonals, on també es presenten postures diferenciades pel que fa a la qüestió religiosa. Aparentment va contra el sistema quan tracta aquests temes controvertits; però quan frega els temes socials i polítics evidencia el seu conservadorisme a ultrança en defensa del sistema que ell mateix sembla que contradiu i que el va fer famós com a escriptor "rebel".

### Obres publicades

#### Novel·les
- 1994 - No se lo digas a nadie (Adaptada al cinema per Francisco J. Lombardi el 1998)
- 1995 - Fue ayer y no me acuerdo
- 1996 - Los últimos días de La Prensa (Premi Arzobispo Juan de San Clemente, Santiago de Compostela, 1996)
- 1997 - La noche es virgen (Premi Herralde de Novela 1997)
- 1999 - Yo amo a mi mami
- 2000 - Los amigos que perdí
- 2001 - Aquí no hay poesía
- 2002 - La mujer de mi hermano (Portada al cinema per Ricardo de Montreuil i Stan Jakubowicz el 2004)
- 2004 - El huracán lleva tu nombre
- 2005 - Y de repente, un ángel (Finalista del Premi Planeta 2005)
- 2008 - El canalla sentimental
- 2009 - El cojo y el loco
- 2010 - Morirás mañana: El escritor sale a matar

#### Altres
- 2001 - Aquí no hay poesía (Poemari)
- 2002 - El Francotirador (Crònica periodística).